# Ernst Wolner
Ernst Wolner (* 29. Dezember 1939 in Wien) ist ein österreichischer Herzchirurg.

## Leben
Ernst Wolner studierte Medizin an der Universität Wien, wo er 1963 zum Doktor der Medizin promovierte. Es folgte eine Ausbildung zum Facharzt für Chirurgie. Ab 1968 war er Leiter der Arbeitsgruppe Assistierte Zirkulation – Künstliches Herz an der II. Chirurgischen Universitätsklinik in Wien. 1973 habilitierte er sich, 1981 wurde er zum ordentlichen Professor für Chirurgie und Vorstand der II. Chirurgischen Universitätsklinik in Wien berufen, die er bis 1993 leitete. Von 1994 bis zu seiner Emeritierung 2008 war er Vorstand der Abteilung Herz-Thorax-Chirurgie an der Universitätsklinik für Chirurgie der Medizinischen Universität Wien am Allgemeinen Krankenhaus der Stadt Wien (AKH).
Ab 1982 war er Leiter des Ludwig-Boltzmann-Instituts für herzchirurgische Forschung. Im März 1984 führte er gemeinsam mit Axel Laczkovics und Hermann Kassal die erste Herztransplantation in Wien durch. Zuvor wurde im Oktober 1983 am Universitätskrankenhaus Innsbruck von Raimund Margreiter und Franz Gschnitzer die erste Herzverpflanzung Österreichs durchgeführt. 1986 implantierte er ein künstliches Herz als Überbrückung bis zur Transplantation eines richtigen Herzens. Zu seinen weiteren wissenschaftlichen Leistungen zählen unter anderem die Beschreibung der weltweit ersten Anwendung des Fibrinklebers in der Herzchirurgie und die in Europa erstmalige klinische Anwendung der intraaortalen Ballonpumpe.
Von 1996 bis 2004 war er Präsident des Obersten Sanitätsrats, dem er von 1989 bis 2014 angehörte. Von 1996 bis 2008 war er außerdem stellvertretender Vorsitzender des Wiener Landessanitätsrates und von 2010 bis 2014 Mitglied der Bioethikkommission beim Bundeskanzleramt. Ab 1997 war er Präsident des Österreichischen Tennisverbandes (ÖTV), 2012 folgte ihm Ronnie Leitgeb in dieser Funktion nach. Im Oktober 2012 wurde er zum Präsidenten des Rudolfinervereines gewählt. Ernst Wolner ist Autor und Co-Autor von mehr als 600 Publikationen. Er ist Vater von fünf Kindern und spielte neben Tennis von 1957 bis 1970 in der Staatsliga Basketball.

## Auszeichnungen (Auswahl)
- 1970: Anton-von-Eiselsberg-Preis[13]
- 1975: Karl-Renner-Preis[13]
- 1991: Mitglied der Deutschen Akademie der Naturforscher Leopoldina[3]
- 1999: Preis der Stadt Wien für Medizinische Wissenschaften[13]
- 1999: Goldenes Ehrenzeichen für Verdienste um das Land Wien[13][8]
- 2000: Ehrendoktor der Universität Timișoara[8]
- 2006: Silbernes Komturkreuz des Ehrenzeichens für Verdienste um das Bundesland Niederösterreich[7]
- 2008: Komturkreuz des Landes Burgenland[8]